# Glochidion kostermansii
Glochidion kostermansii är en emblikaväxtart som beskrevs av Airy Shaw. Glochidion kostermansii ingår i släktet Glochidion och familjen emblikaväxter.
Artens utbredningsområde är Små Sundaöarna. Inga underarter finns listade i Catalogue of Life.